# Heurelho Gomes
Heurelho da Silva Gomes (ur. 15 lutego 1981 w João Pinheiro) − brazylijski piłkarz grający na pozycji bramkarza.

## Kariera
Gomes zaczynał karierę w brazylijskim Cruzeiro EC. Zadebiutował 4 września 2002 roku w wygranym meczu z São Paulo. Przez następne trzy sezony wystąpił w 57 meczach ligowych. Nie strzelił żadnego gola.
W lipcu 2004 roku został kupiony przez PSV Eindhoven za milion euro, gdzie zadebiutował 11 sierpnia w meczu przeciwko Crvenej Zvezdzie Belgrad. Po kilku dobrych meczach Gomes stał się podstawowym bramkarzem. Przez cztery lata gry w holenderskiej drużynie wywalczył cztery tytuły mistrza Holandii.
Przed sezonem 2008/2009 przeniósł się do Tottenhamu. Działacze angielskiego klubu wydali na brazylijskiego bramkarza 9 milionów euro. W Premier League zadebiutował 16 sierpnia 2008 roku w meczu z Middlesbrough i od razu wpuścił dwa gole. 13 listopada 2008 roku podczas meczu Pucharu Ligi z Liverpoolem Gomes doznał groźnie wyglądającej kontuzji. W 69 minucie spotkania rzucił się pod nogi szarżującego Philippa Degena. Szwajcar uderzył go nogą w twarz, przez co Heurelho stracił kilka zębów. Po wstępnych badaniach okazało się, że kontuzja nie jest groźna, dlatego Gomes zagrał już dwa dni później w ligowym meczu z Fulham.
24 maja 2014 roku podpisał roczny kontrakt z Watfordem, który wszedł w życie 1 lipca 2014 roku. W pierwszym sezonie wraz z drużyną awansował do Premier League.
| Sezon     | Klub                | Kraj     | Rozgrywki      | Mecze | Bramki | Puchary Krajowe                       | Mecze | Bramki | Rozgrywki Europejskie          | Mecze | Bramki |
| --------- | ------------------- | -------- | -------------- | ----- | ------ | ------------------------------------- | ----- | ------ | ------------------------------ | ----- | ------ |
| 2002      | Cruzeiro EC         | Brazylia | Série A        | 14    | 0      | -                                     | -     | -      | -                              | -     | -      |
| 2003      | Cruzeiro EC         | Brazylia | Série A        | 38    | 0      | -                                     | -     | -      | -                              | -     | -      |
| 2004      | Cruzeiro EC         | Brazylia | Série A        | 5     | 0      | -                                     | -     | -      | -                              | -     | -      |
| 2004/2005 | PSV Eindhoven       | Holandia | Eredivisie     | 30    | 0      | -                                     | -     | -      | Liga Mistrzów UEFA             | 10    | 0      |
| 2005/2006 | PSV Eindhoven       | Holandia | Eredivisie     | 32    | 0      | -                                     | -     | -      | Liga Mistrzów UEFA             | 8     | 0      |
| 2006/2007 | PSV Eindhoven       | Holandia | Eredivisie     | 31    | 0      | Puchar Holandii                       | 2     | 0      | Liga Mistrzów UEFA             | 10    | 0      |
| 2007/2008 | PSV Eindhoven       | Holandia | Eredivisie     | 34    | 0      | -                                     | -     | -      | Liga Mistrzów UEFA Puchar UEFA | 6 2   | 0 0    |
| 2008/2009 | Tottenham           | Anglia   | Premier League | 34    | 0      | Puchar Ligi Angielskiej Puchar Anglii | 5 1   | 0 0    | Puchar UEFA                    | 8     | 0      |
| 2009/2010 | Tottenham           | Anglia   | Premier League | 31    | 0      | Puchar Ligi Angielskiej Puchar Anglii | 3 8   | 0 0    | -                              | -     | -      |
| 2010/2011 | Tottenham           | Anglia   | Premier League | 30    | 0      | Puchar Anglii                         | 1     | 0      | Liga Mistrzów UEFA             | 10    | 0      |
| 2011/2012 | Tottenham           | Anglia   | Premier League | 0     | 0      | Puchar Ligi Angielskiej               | 1     | 0      | Liga Europy UEFA               | 3     | 0      |
| 2012/2013 | Tottenham           | Anglia   | Premier League | 0     | 0      | -                                     | -     | -      | -                              | -     | -      |
| 2012/2013 | TSG 1899 Hoffenheim | Niemcy   | Bundesliga     | 9     | 0      | -                                     | -     | -      | -                              | -     | -      |
| 2013/2014 | Tottenham           | Anglia   | Premier League | 0     | 0      | -                                     | -     | -      | -                              | -     | -      |
| 2014/2015 | Watford             | Anglia   | Championship   | 44    | 0      | -                                     | -     | -      | -                              | -     | -      |
| 2015/2016 | Watford             | Anglia   | Premier League | 38    | 0      | Puchar Anglii                         | 1     | 0      | -                              | -     | -      |
| 2016/2017 | Watford             | Anglia   | Premier League | 38    | 0      | Puchar Anglii                         | 1     | 0      | -                              | -     | -      |
| 2017/2018 | Watford             | Anglia   | Premier League | 24    | 0      | Puchar Ligi Angielskiej Puchar Anglii | 1 1   | 0 0    | -                              | -     | -      |
| 2018/2019 | Watford             | Anglia   | Premier League | 0     | 0      | Puchar Ligi Angielskiej Puchar Anglii | 2 6   | 0 0    | -                              | -     | -      |

## Kariera reprezentacyjna
Gomes w reprezentacji Brazylii zadebiutował w Złotym Pucharze CONCACAF 2003. Mimo że turniej przeznaczony był dla dorosłych reprezentacji, to związek piłkarski Brazylii postanowił wystawić reprezentację U-23.
Gomes wystąpił również w Pucharze konfederacji w 2005 roku. Mimo dobrej postawy w PSV Eindhoven, nie został powołany na mundial w Niemczech.